# Riksväg 1, Rumänien
Riksväg 1 (rumänska: Drumul național 1, DN1) är en riksväg i Rumänien som går mellan huvudstaden Bukarest och byn Borş vid gränsen mot Ungern. Vägen är 642 kilometer lång och asfalterad. Den passerar bland annat genom städerna Ploiești, Brașov, Sibiu, Alba Iulia, Cluj-Napoca och Oradea. På den ungerska sidan av gränsen ansluter huvudväg 42 vidare mot Berettyóújfalu och Püspökladány.
Mellan Bukarest och Brașov, samt mellan Turda och Borş, utgör den en del av Europaväg 60. Samtidigt utgör den mellan Brașov och Sebeș en del av Europaväg 68, mellan Oradea och Borș en del av Europaväg 79 samt mellan Veștem och Cluj-Napoca en del av Europaväg 81. Sträckan mellan Veștem och Sebeș (där både E68 och E81 delar samma väg) är därtill också gememsam med riksväg 7.